# Keiko
Keiko je ženské křestní jméno.
Keiko je z japonských slov 慶 [kei] oslava, 敬 [kei] respekt nebo 啓 [kei] otevřený a 子 [ko] dítě což tedy znamená šťastné dítě.

## Skutečné Keiko
- Keiko Agena – korejská herečka
- Keiko – kosatka

## Fiktivní Keiko
- Keiko O'Brianová – manželka náčelníka Milese O'Briena ze seriálů Star Trek: Nová generace a Star Trek: Stanice Deep Space Nine. Botanička a učitelka.

## Keiko jako příjmení
- Mičijo Keiko (慶児 道代 Keiko Mičijo) – japonská sopranistka

## Keiko jako produkt
- Sladkosti Keiko ze zeleného čaje mačča